# Eligiusz Białoskórski
Eligiusz Białoskórski, herbu Habdank (ur. w 1811, zm. w 1883) – prawnik i adwokat, działacz społeczny i gospodarczy.

## Życiorys
Dr praw i adwokat krajowy we Lwowie. 1 listopada 1866 był członkiem założycielem pierwszej na ziemiach polskich organizacji Towarzystwa Gimnastycznego "Sokół" we Lwowie. Następnie od 25 marca 1867 członek pierwszego zarządu organizacji. Działacz ruchu sokolego w Galicji Wschodniej w latach sześćdziesiątych i siedemdziesiątych XIX wieku. Działacz stronnictwa demokratycznego we Lwowie, w latach 1871-1873 współpracował z ówczesnym prezydentem miasta Florianem Ziemiałkowskim. Członek Wydziału Towarzystwa Wzajemnej Pomocy Oficjalistów Prywatnych. Członek oddziału lwowskiego (1868-1870) i działacz Galicyjskiego Towarzystwa Gospodarskiego, członek Komitetu GTG (16 lutego 1868 – 28 czerwca 1870). 
Prace:
- Sätze aus dem Gebiete sämmtlicher Rechts- und Staats-Wissenschaften behufs Erlangung der juridischen Doctorswürde..., Lwów, 1865,
- Zdania z umiejętności prawniczych i politycznych, celem otrzymania stopnia doktora praw..., Lwów 1865
- Przed wyborami w r. 1867, Lwów 1867